# Hansa-Brandenburg W.32
Die Hansa-Brandenburg W.32 war ein Schul- und Aufklärungsflugzeug im Ersten Weltkrieg. Der einstielige Doppeldecker war ein Wasserflugzeug mit zwei Schwimmern. Ernst Heinkel konstruierte das Flugzeug als weiterentwickelte Version der Hansa-Brandenburg W.12. Es wurden nur wenige Exemplare gebaut.

## Technische Daten
| Kenngröße             | Daten                                             |
| --------------------- | ------------------------------------------------- |
| Besatzung             | 2                                                 |
| Länge                 | 8,32 m                                            |
| Spannweite            | 11,20 m oben 10,50 m unten                        |
| Höhe                  | 3,25 m                                            |
| Flügelfläche          | 36,60 m²                                          |
| Rüstmasse             | 1063 kg                                           |
| Zuladung              | 481 kg                                            |
| Startmasse            | 1544 kg                                           |
| Triebwerk             | ein Reihenmotor Mercedes D IIIa, 160 PS (118 kW)  |
| Höchstgeschwindigkeit | 160 km/h in Bodennähe 175 km/h in 2000 m Höhe     |
| Marschgeschwindigkeit | 150 km/h                                          |
| Steigzeit             | 8,54 min auf 800 m Höhe 11,36 min auf 1000 m Höhe |
| Reichweite            | 650 km                                            |
| Bewaffnung            | ein starres 7,9-mm-MG ein bewegliches 7,9-mm-MG   |